# Matías Lequi
Matías Emanuel Lequi (* 13. Mai 1981 in Rosario) ist ein ehemaliger argentinischer Fußballspieler, der auch die italienische Staatsbürgerschaft besitzt.

## Spielerkarriere
Seine Karriere als Fußballspieler begann Matías Lequi in Argentinien bei seinem Jugendverein Rosario Central, in dem er seine ersten beiden Profijahre verbrachte. Nachdem er durchweg ansprechende Leistungen gebracht hatte, folgte 2001 der Wechsel zum argentinischen Spitzenteam River Plate. Auch hier konnte er sich durchsetzen und gut entwickeln. Wie im modernen Fußball üblich wurden schnell die europäischen Topclubs auf Matías Lequi aufmerksam und er wechselte zu Atlético Madrid. In seiner ersten Saison wurde er dort jedoch nicht glücklich, weshalb er in die Serie A zu Lazio Rom ging. Nach einer überragenden Saison in der Innenverteidigung der Laziali kehrte er nach Spanien zurück, wo er drei Jahre lang für Celta de Vigo Tore verhinderte (2005 bis 2008). Aufgrund finanzieller Probleme bei Celta wurde sein Vertrag im Juli 2008 aufgelöst.
Nach einem Jahr ohne Klub heuerte er im Sommer 2009 bei Iraklis Thessaloniki in der griechischen Super League an. Dort hatte er einen Stammplatz in der Abwehr inne, fiel aber zwischendurch einige Wochen aus. Anfang 2011 verließ er den Klub wieder und schloss sich dem spanischen Zweitligisten UD Las Palmas an.
Mitte 2011 kehrte Lequi nach Argentinien zu seinem Stammverein Rosario Central zurück, der in der Primera B Nacional spielte. Mitte 2012 verpflichteten ihn die erstklassigen All Boys. Dort kam er in der Spielzeit 2012/13 kaum zum Einsatz. Er war in der Folge einige Monate ohne Klub, ehe er sich Anfang 2014 dem paraguayischen Verein Sportivo Luqueño anschloss. Mitte 2014 nahm ihn Club Atlético Aldosivi unter Vertrag, ehe er im Jahr 2015 zu CA Sarmiento wechselte. Dort beendet er Ende 2016 seine Laufbahn.